# Nogent-le-Sec
Nogent-le-Sec é uma comuna francesa na região administrativa da Normandia, no departamento de Eure. Estende-se por uma área de 10,09 km². Em 2010 a comuna tinha 441 habitantes (densidade: 43,7 hab./km²).